# VV Temse
VV Temse staat voor Volley Velle Temse en is een Belgische volleybalclub uit Temse.
Ze hebben 3 seniorenploegen in 3 verschillende reeksen: 1e nationale, 2e provinciale en 3e provinciale, allen herenploegen.
De jeugdwerking is sinds het seizoen 2008-2009 ook ingeschreven met 1 meisjesploeg.